# Krigselefant
En krigselefant var en elefant, der var trænet og styret af mennesker til krigstjeneste. Krigselefanternes vigtigste anvendelse var at angribe fjenden, trampe ham ned, gennembryde hans forsvarslinjer og sprede rædsel omkring sig. De blev først anvendt i Indien, og brugen af dem spredte sig derpå til Sydøstasien og senere mod vest til Middelhavet. De mest berømte felttog med krigselefanter i Middelhavsområdet var den græske kong Pyrrhos af Epiros og feltherrerne fra Karthago (heriblandt Hannibal) i deres krige mod den Romerske Republik.
I Middelhavsområdet udvikledes nye taktikker, der reducerede elefanternes værdi i kamp, og det blev også sværere at finde dem i naturen. Mod øst var der flere elefanter og terrænet var velegnet, så her var det den stigende brug af kanoner, der til sidst gjorde en ende på anvendelsen af elefanter i slutningen af det 19. århundrede, hvorefter de udelukkende blev anvendt som arbejdsdyr.

## Historie

### Tæmning
Den første art af elefanter, der blev tæmmet, var den asiatiske elefant, til anvendelse i landbruget. Elefanterne blev tæmmet, men de blev ikke domesticerede, og måtte stadig indfanges i naturen i stedet for at blive opdrættet i fangenskab. Tæmningen kan være begyndt tre forskellige steder: De ældste daterede eksempler stammer fra Induskulturen omkring 4.500 år f.Kr. Der er arkæologisk materiale, som dokumenterer eksistensen af vildtlevende elefanter i dalen omkring Den Gule Flod under Shang-dynastiet (1600–1100 f.Kr.) i Kina og det kan betyde, at man også brugte elefanterne i krig. Endelig var der også vilde elefanter i Mesopotamien, men både her og i Kina svandt bestanden hurtigt ind på grund af skovfældning og massiv bosættelse. Omkring 850 f.Kr. var den mesopotamiske elefant uddød og 500 år f.Kr. var der kun få elefanter tilbage i Kina, i et område et godt stykke syd for Den Gule Flod.
Det var konstant en vanskelig opgave at fange elefanterne i naturen, men det var nødvendigt, både fordi det var svært at opdrætte dem i fangenskab, og fordi det tog flere år før elefanterne var så store, at de kunne bruges i kamp. Det er den almindelige opfattelse, at man udelukkende brugte hanelefanter fordi de var mere aggressive, men en mere nærliggende forklaring er, at hunelefanter vil vende om, hvis de møder hanelefanter i kamp. Derfor brugte man kun hannerne til kamp, og anvendte i stedet hunnerne til transport- og arbejdsopgaver.

### Antikken: Indien, Persien og Alexander den Store
Man ved ikke helt, hvornår elefanter første gang blev anvendt i krig. De tidligste indiske vediske hymner, vedaerne, fra omkring 1400 f.Kr, omtaler brugen af elefanter til transport - især Indra og hans guddommelige hvide elefant Airavata - men der er ingen omtale af elefanter i krig, hvorimod der fokuseres på Indras rolle som leder af kavaleriet. De yngste fortællinger i Mabharataen og Ramayanaen, fra omkring det 4. århundrede f.Kr. nævner derimod krigsførelse med elefanter, og sandsynliggør at den er opstået i de mellemliggende år. De gamle indiske konger satte stor pris på elefanterne i krig, og gav udtryk for, at "en hær uden elefanter er lige så ynkelig som en skov uden en løve, som et kongerige uden en konge eller som mandsmod uden våben."
Fra Indien bredte brugen af krigselefanter sig mod vest til Perserriget, hvor de blev brugt i flere felttog, blandt andet i kampen mod Alexander den Store. Den første konfrontation mellem europæerne og de persiske krigselefanter kom i slaget ved Gaugamela (331 f.Kr.), hvor perserne havde 15 krigselefanter med. Elefanterne var placeret midt i den persiske linje og de gjorde et så voldsomt indtryk på den makedonske hær, at Alexander natten før slaget arrangerede en ofring til frygtens gud. Nogle kilder hævder imidlertid, at elefanterne slet ikke tog del i slaget, fordi de var udmattede efter en lang march dagen før. Alexander vandt under alle omstændigheder en sønderknusende sejr ved Gaugamela, men han var dybt imponeret af elefanterne, og efter at have erobret de 15 krigselefanter indlemmede han dem i sin hær, og fortsatte med at udbygge bestanden i takt med at han erobrede resten af Persien.
Da Alexander nåede frem til Indien fem år senere, havde han samlet et anseeligt antal elefanter. I kampen mod kong Porus, der herskede over det, der nu er Punjab-regionen i Pakistan, stod Alexander overfor en styrke på mellem 85 og 100 krigselefanter, i slaget ved floden Hydaspes. Alexander satsede på at forvirre fjenden med hurtige manøvrer, og han brugte udelukkende sit infanteri og kavaleri. Selv om han led tab, var Alexander alligevel i stand til at besejre Porus' styrker - også elefanterne. Når han rettede blikket længere østpå, måtte Alexander se i øjnene, at kongerne af Magadha og Gangaridai kunne mønstre store hærstyrker, der blandt andet talte mellem 3.000 og 6.000 krigselefanter. Det var langt mere end det, perserne og grækerne rådede over, og var medvirkende til, at hærens kærne, makedonerne, nægtede at fortsætte. Da han nåede tilbage til sin nye hovedstad Babylon, oprettede Alexander et særligt korps af elefanter, der skulle beskytte paladset, og der blev udnævnt en elephantarch som chef for krigselefanterne.
Brugen af krigselefanter bredte sig yderligere de følgende år. Alexanders generaler, diadokerne, der kæmpede om riget efter hans død, brugte hundreder af indiske elefanter i deres krige, og især Seleukiderne var berømte for deres brug af dyrene, der primært blev hentet i det nuværende Indien. Krigen mellem Seleukiderne og Magadha 305-303 f.Kr. endte faktisk med, at Seleukididerne opgav store landområder mod øst, mod til gengæld at få 500 krigselefanter, og det var blot en lille del af Magadhas samlede styrke, der var på op mod 9.000 elefanter, hvis man skal tro beretningerne. Seleukos Nikator havde stor glæde af disse elefanter i slaget ved Ipsos i 301 f.Kr. Senere er der beretninger om, hvordan det Seleukidiske rige gjorde brug af elefanter i nedkæmpelsen af Makabæernes oprør (167-160 f.Kr) i det nuværende Israel. Elefanterne var frygtindgydende modstandere for de let bevæbnede jødiske oprørere. Den yngste af Mattahias' fem sønner, Eleazar Makabæeren, fældede et af dyrene i slaget ved Beth Zechariah. Han stak et spyd op i maven på en elefant i troen på, at den bar kong Antiochus VI. Det gjorde den ikke, og bedriften kostede Eleazar livet.
Første gang, man hører om krigselefanter i Europa er 318 f.Kr., hvor en af Alexanders tidligere generaler, Polyperchon, belejrede Megalopolis i Arkadien i diadoker-krigene. Han havde 60 elefanter med fra Asien, men de belejrede fik hjælp af en anden af Alexanders veteraner, Damis, og Polyperchon blev slået. Elefanterne blev overtaget af kong Kassander af Makedonien og fragtet til andre krigsskuepladser i Grækenland. Man mener, at Kassander som den første fik konstrueret skibe, der kunne transportere elefanter. Nogle af Kassanders elefanter døde 316 f.Kr. i den belejrede by Pydna i Makedonien.

### Antikken: Middelhavsområdet
I Nordafrika blev krigselefanter brugt af de ptolemæiske konger i Egypten, af Karthago, af Numidien og af Kush-riget i det nuværende Sudan. Disse lande brugte den nordafrikanske elefant, indtil denne art uddøde i det 2. århundrede f.Kr. Arten var mindre end de asiatiske elefanter, som seleukiderne brugte på samme tid. Man mener, at nogle af de store syriske elefanter, der målte 2,5-3,5 meter over skulderen, blev solgt til Nordafrika. Hannibals foretrukne elefant var et imponerende stort dyr ved navn Surus ("Syreren"), og kan godt have været importeret, men dette kan ikke bevises.
Siden slutningen af 1940'erne har en gren af historikere påstået, at de nordafrikanske elefanter ikke blev brugt med howdaher (tårne) på ryggen, måske på grund af artens fysiske begrænsninger. Det står fast, at nogle af de henvisninger til tårne, der findes i den antikke litteratur, er anakronismer eller rent digt, hvorimod andre referencer er sværere at afvise. Der er en samtidig beretning om, at Juba 1. af Numidien havde elefanter med tårne i sin hær i 46 f.Kr. Der er ligeledes billeder af afrikanske elefanter på de mønter, Juba 2. fremstillede.Disse to henvisninger strider imidlertid mod oplysningen om, at de nordafrikanske elefanter var uddøde på det tidspunkt. Derimod er det sværere at afvise beskrivelsen af ptolemæernes hære: Polyb fortæller, at i slaget ved Raphia i 217 f.Kr. havde Ptolemæus 4. elefanter med tårne på ryggen. Disse elefanter var mindre end seleukidernes asiatiske elefanter, og var derfor formentlig nordafrikanske. Trods størrelsesforskellen vandt egypterne alligevel over Antiochos 3.'s hær. Man har også udsagn om, at de karthageniensiske krigselefanter havde tårne til krigsbrug.
Længere mod syd havde stammerne adgang til den afrikanske elefant. Dette er den største af alle elefantarterne, men den er særdeles svær at tæmme, og har ikke været brugt i større omfang.
Skønt brugen af krigselefanter i Middelhavsområdet oftest omtales i forbindelse med de Puniske Krige mellem den Romerske Republik og Karthago, så blev de egentlig introduceret i området af det græske kongedømme Epiros. Kong Pyrrhos af Epiros bragte 20 elefanter med som en del af den hær, der gik i land i Syditalien i 280 f.Kr. Elefanterne tog del i slaget ved Heraclea senere på året, og romerne, der var helt uforberedte på den type krigsførelse, kunne ikke styre deres heste, da elefanterne i slutningen af slaget blev kastet ind i den ellers meget jævnbyrdige kamp, der dermed endte som den første pyrrhussejr. Året efter havde epiroterne og deres syditalienske allierede en tilsvarende styrke elefanter i ved slaget ved Asculum. Denne gang var romerne forberedt. De havde specielle stridsvogne trukket af okser og forsynet med lange spyd, der skulle såre elefanterne, og de havde krukker med brændbart materiale for at skræmme elefanterne og der var let fodfolk, der kunne kaste spyd mod dem. Trods disse forholdsregler gentog mønstret sig: Da Pyrrhos kastede sine elefanter ind i kampens afgørende fase, måtte romerne trække sig tilbage. Denne gang havde Pyrrhos lidt endnu større tab, og det blev hans anden pyrrhussejr.
I Karthago var man imponerede over Pyrrhos' sejre, og karthagenienserne begyndte selv at anvende elefanter, og brugte dem i flere sammenhænge i den Første Puniske Krig. Resultaterne var ikke opløftende. I slaget ved Adys i 255 f.Kr. var karthageniensernes elefanter hæmmet af terrænet, og i slaget ved Panormus i 251 f.Kr. var romerne i stand til at skræmme karthageniensernes elefanter, så de flygtede fra valpladsen. I den Anden Puniske Krig foretog Hannibal sin berømte overgang af Alperne, men de barske vejrforhold betød, at de fleste af elefanterne bukkede under. Romerne fortsatte med at udvikle deres taktikker mod elefanter, og det betød, at under Hannibals sidste slag mod dem, ved Zama i 202 f.Kr., var elefanterne virkningsløse, fordi de veltrænede romerske manipler (hver med 120 mand) omgrupperede og blot lod elefanterne passere gennem linjerne.
Den Romerske Republiks sejr betød, at der var adskillige elefanter til rådighed for hæren i årene efter de Puniske Krige. Under erobringen af Grækenland havde romerne elefanter med i adskillige slag, blandt andet under erobringen af Makedonien i 199 f.Kr. og i slaget ved Cynoscelphalae i 197 f.Kr., slaget ved Thermopylae i 191 f.Kr., og slaget ved Magnesia i 190 f.Kr., hvor Antiochos 3.'s 54 elefanter stod over for 16 romerske.
I takt med at den nordafrikanske elefant uddøde, fik romerne asiatiske elefanter bragt til Middelhavsområdet. Plinius den ældre beretter, at elefanter fra Sri Lanka var større, mere aggressive og bedre egnede til krig end de lokale elefanter. Kombinationen af denne overlegenhed og let adgang til udskibningshavne gjorde Sri Lankas elefanter til en lukrativ eksportvare. Romerne havde 22 elefanter i slaget ved Pydna in 168 f.Kr. De brugte også krigselefanter i kampagnerne mod de keltiske stammer på den iberiske halvø og mod gallerne. Der går historier om, at Cæsar havde en elefant med i invasionen af Britannien. En af beretningerne går ud på, at "Cæsar havde en stor elefant, der var forsynet med panser, og som havde bueskytter og mænd med slynger i sit tårn. Da dette ukendte væsen gik ud i floden, flygtede briterne med deres heste, og den romerske hær kom over." - men han kan meget vel have forvekslet denne begivenhed med en tilsvarende brug af en krigselefant i kejser Claudius' endelige erobring af Britannien. Der er blevet fundet mindst ét elefantskelet i England, omgivet af flintvåben, og det er blevet udlagt som resterne af en krigselefant. Senere undersøgelser har imidlertid vist, at der var tale om skelettet af en mammut fra stenalderen.
På Claudius' tid havde romerne kun ganske få elefanter. Det sidste eksempel på omfattende brug af dyrene i Middelhavsområdet var omkring 100 år tidligere, i slaget ved Thapsus, 46 f.Kr. hvor Cæsars modstandere og deres numidiske allierede rådede over 60 elefanter. Cæsar forsynede sin 5. legion, der stod over for dem, med økser, og han gav soldaterne ordre til at ramme elefanternes ben. Legionen holdt stand mod elefanterne og fik siden et emblem med en elefant som sit mærke.
I Mellemøsten blev elefanter fortsat brugt i Persien, især af Sassaniderne. De brugte dyrene i mange af deres felttog vestpå. Et af de mest berømte sammenstød var slaget ved Vartanantz i 451, hvor de persiske krigselefanter satte en voldsom skræk i livet på armenerne. Et andet eksempel er slaget ved al-Qādisiyyah i 636, hvor perserne rådede over 33 elefanter i deres mislykkede forsvar mod de invaderende arabere. Sassanidernes elefantkorps var den vigtigste del af deres kavaleri, og blev rekrutteret i Indien. Elefantkorpset havde sin egen chef, betegnet Zend−hapet, eller "Leder af inderne", enten fordi dyrene kom derfra, eller fordi de blev passet af indfødte fra Indien. Sassanidernes elefantkorps nåede aldrig samme omfang som hos landene længere mod øst, og efter imperiet brød sammen i 651, holdt man op med at bruge krigselefanter i området.

### Antikken: Fjernøsten
I Kina var brugen af krigselefanter ret begrænset, sammenlignet med andre områder. Den tidligste anvendelse fandt først sted i 554, hvor det vestlige Wei-dynasti brugte to pansrede krigselefanter den sydkinesiske Lingnan-region i kamp. De var styret af malajiske slaver og var forsynet med trætårne og havde sværd fastgjort til snablerne. Elefanterne blev imidlertid skræmt væk af modstandernes bueskytter.
Da Han-dynastiet i det 2. århundrede f.Kr. invaderede Sydøstasien, brugte modstanderne fra Yue-riget krigselefanter. Kineserne standsede dem med grave og grøfter fyldt med spidse pæle, og overvandt dem med massiv beskydning fra bueskytter og med kasteskyts.
Kinas øvrige nabostater brugte også langt flere krigselefanter. I Sri Lanka har man beretninger om elefanter, der blev brugt til at bære konger og generaler på krigsskuepladsen, og man har nedskrevet navnene på de mest berømte dyr. Elefanten Kandula bar kong Dutugamunus, og Maha Pambata, "Den store klippe", bar kong Elara i deres historiske dyst i 200 f.Kr. I Sydøstasien, langs grænserne for det nuværende Vietnam, brugte Champa-riget op mod 600 krigselefanter i kampene mod det kinesiske Sui-dynasti. Den kinesiske hær lokkede elefanterne i en fælde, så de faldt i dybe grave, og de beskød dem med masser af armbrøster.

### Middelalderen
I Middelalderen har man kun få eksempler på brug af krigselefanter i Europa. Karl den Store fik foræret en elefant af den arabiske kalif Harun al-Rashid. Den havde navnet Abul-Abbas og nåede frem til Europa i 801. Legenden fortæller, at den i 804 var med i felttoget mod den danske kong Godfred, der havde angrebet en handelsby syd for Hedeby. De frankiske krøniker beretter, at elefanten døde af lungebetændelse efter en tur i Rhinen i 810. Under det 6. korstog (1228-29) fik den tysk-romersk kejser Frederik 2. fat i en elefant i Det hellige Land, og han brugte den i 1237 under erobringen af Cremona. Disse elefanter havde dog mere symbolsk end praktisk betydning, og Karl den Stores elefant fungerede nærmest som et kæledyr ved hoffet.
Længere østpå fortsatte man med at bruge elefanter til krigsbrug. Det ekspanderende Mongolske rige blev konfronteret med krigselefanter i Khwarezm (i Centralasien), og i Burma, Vietnam og Indien i løbet af det 13. århundrede. Mongolerne havde ikke held til at erobre Indien og Vietnam, men i kampene mod Khwarezm-riget mødte de elefanter uden for Samarkand og besejrede dem med katapulter og mangoneller, og i Burma vandt de med massiv beskydning fra deres berømte kompositbuer. Både Djengis Khan og Kublai Khan beholdt erobrede elefanter som en del af deres følge. I det følgende århundrede stod en anden centralasiatisk erobrer, Timur Lenk over for tilsvarende udfordringer. I 1398 stod Timurs hær over for flere end 100 indiske elefanter uden for Delhi, men han var forberedt. Hans mænd havde strøet store mængder fodangler ud over den slette, hvor kampen fandt sted, og han havde fastgjort bundter af halm på ryggen af sine kameler. Halmen blev antændt, og de skrækslagne kameler blev gennet i retning af elefanterne. Elefanterne vendte prompte om, og brasede gennem deres egne rækker, og de skarpe fodangler var med til at gøre dem endnu mere ustyrlige. Senere brugte Timurs efterfølgere selv elefanter i deres kampe mod det Osmanniske rige.
Det fortælles, at kong Rajasinghe 1. af Sri Lanka rådede over hele 2.200 elefanter, da han i 1558 indledte belejringen af det portugisiske fort ved Colombo. På Sri Lanka havde man gennem århundreder tradition for at fange og træne elefanter til krigsbrug. Den officer, der stod for de kongelige stalde, og for indfangningen, blev tituleret Gajanayake Nilame, mens titlen Kuruve Lekham blev givet til lederen af Kuruwerne ("elefantmændene"), fordi træningen af elefanter var pålagt Kuruwe klanen.
I Sydøstasien var Khmerriget blevet en regional stormagt i det 9. århundrede, blandt andet i kraft af udbredt brug af krigselefanter. Khmererne havde blandt andet succes med at placere armbrøst-skytter i tårnet på ryggen af elefanten. Da riget brød sammen i det 15. århundrede, fortsatte de nye magtfaktorer Burma og Siam (Thailand) den omfattende brug af elefanter. I mange af den tids krige var det almindeligt, at hærførerne kæmpede personligt, på ryggen af hver sin elefant. En sådan berømt tvekamp fandt sted, da den burmesiske hær angreb det siamesiske Ayutthaya-kongerige. Krigen sluttede, da den burmesiske kronprins Minchit Sra blev dræbt af den siamesiske kong Naresuan (på hver sin elefant) i 1593.
Længere nordpå, i Kina, var der stadig ikke brug for elefanter i hærene. Den eneste undtagelse var det sydkinesiske Han-dynasti, der brugte dem i det 10. århundrede, som "det eneste dynasti på kinesisk jord, der nogen sinde brugte elefanter som en fast del af sin hær". Den afvigelse kan forklares med dynastiets beliggenhed og tætte bånd til Sydøstasien. Den officer, der ledede elefanterne, blev tituleret "Den værdige og ophøjede repræsentant for de gigantiske elefanter." Hver elefant havde et trætårn, der efter sigende rummede 10 mand eller mere. I en kort periode havde krigselefanterne afgørende betydning for Han-dynastiets sejre i invasionen af det sydkinesiske Chu-rige i 948, men elefantkorpset led et afgørende nederlag ved Shao i 971, decimeret af armbrøstskytter fra Song-dynastiet. Som en historiker udtrykker det: "Derefter forsvandt denne eksotiske tilføjelse til kinesisk kultur ud af historien, og det blev de nordlige taktiske traditioner, der levede videre."

### Nyere tid
Da brugen af krudt i krigsførelse blev almindelig i slutningen af det 15. århundrede, forsvandt fordelene ved krigselefanterne efterhånden. Musketter havde kun en begrænset virkning på elefanterne, som kunne modstå flere salver, men med kanoner var det noget helt andet. Et enkelt skud fra en kanon kunne sætte en elefant ud af spillet. Da man så gik over til kun at lade elefanterne bære hærførerne, blev de endnu mere fristende mål for kanonbeskydning.
Alligevel fortsatte man med at anvende elefanter til krigsbrug i Sydøstasien helt til slutningen af det 19. århundrede. En af de vigtigste grunde var, at terrænet her var så vanskeligt, at elefanter i mange tilfælde kunne komme bedre frem end almindeligt hestebåret kavaleri. Den siamesiske (thailandske) hær brugte elefanter med små svingkanoner ('jingals') på ryggen så sent som i den fransk-siamesiske krig i 1893, mens vietnameserne stadig brugte dem i den fransk-kinesiske krig i 1885.
I det 20. århundrede har man anvendt almindelige arbejdselefanter i militær sammenhæng så sent som i 2. verdenskrig, især fordi dyrene havde fordele i områder, hvor almindelige køretøjer måtte melde pas. General William Slim, der stod i spidsen for den britiske 14. armé, skriver om elefanterne i forordet til bogen "Elephant Bill": De byggede hundreder af broer for os, de hjalp med at bygge og søsætte flere skibe, end Helene nogensinde gjorde for Grækenland. Uden dem ville vores tilbagetog fra Burma have været endnu mere besværligt og vores fremrykning til befrielsen langsommere og mere vanskelig.
Elefanter er nu mere værdifulde for hærene i visse udviklingslande på grund af deres elfenben, frem for deres transportevne, og mange tusind elefanter er døde i borgerkrige på grund af krybskytteri. De er betegnet som trækdyr i en felthåndbog (field manual) for United States Army Special Forces så sent som i 2004, men amerikansk personel bliver frarådet at bruge dem på grund af deres status som truet art.

## Taktisk anvendelse
Der har gennem tiderne været mange militære anvendelser af elefanter. På slagmarken blev krigselefanterne typisk indsat i centrum af slaglinjen, hvor de både kunne anvendes til at afværge angreb og til selv at angribe. Deres størrelse og frygtindgydende udseende gjorde dem til et skattet tungt kavaleri. Når de ikke var i kamp, kunne de bruges til at slæbe tungt udstyr, og de var også brugbare som transportmidler, indtil motoriseret materiel efterhånden gjorde dem overflødige.
En elefant kunne angribe med en hastighed på omkring 30 km i timen, og i modsætning til hestebåret kavaleri kunne den ikke uden videre standses af slaglinje af infanteri med spyd. Elefanternes angreb var baseret på rå kraft: Dyrene smadrede ind i fjendens linje, trampende og svingende med snablen. De mænd, der ikke blev mast, blev i stedet skubbet til side eller tilbage. Desuden kunne elefanterne skabe panik hos en fjende, der ikke var vant til at stå over for dem - selv de veldisciplinerede romere - og få fjenden til at vakle og flygte. Heste, der ikke var vant til lugten af elefanter, havde også let ved at gå i panik. Elefanternes tykke hud skærmede dem i betydelig grad, mens højden og vægten beskyttede deres ryttere. Nogle elefanter fik i tilgift påsat panser som yderligere beskyttelse. Mange generaler foretrak at være placeret på en elefant, så de bedre kunne følge udviklingen på slagmarken.
Ud over at angribe, kunne elefanterne også fungere som en sikker og stabil platform for bueskytter, som herfra kunne overskue og beskyde en større del af slagmarken. Bueskydningen blev udviklet til også at omfatte mere avancerede våben, og flere konger fra Khmerriget og Indien brugte platforme, hvor de monterede store armbrøster, svarende til ballister. De kunne affyre lange panserbrydende spyd, der var i stand til at gøre det af med både pansrede elefanter og kavaleri. Fra slutningen af det 16. århundrede begyndte man også at montere culveriner og jingals (svingkanoner) på elefanterne, som en tilpasning til de nye tider efter at at brugen af krudt var slået igennem. Tilpasningen var dog ikke nok, for artilleriet gjorde det af med elefanternes rolle på slagmarken.
Elefanternes kampværdi blev øget i form af ekstra våben og panser. I Indien og Sri Lanka bandt man tunge jernkæder og stålkugler fast til dyrenes snabler, og de blev oplært i at svinge snablerne fra side til side under kampen. I adskillige lande konstruerede man panser til elefanterne, så både kroppen og benene blev beskyttet. De store elefanter kunne bære et tårn (howdah), der beskyttede mændene på elefantens ryg.
I de puniske krige var der tre mand på ryggen af elefanten, typisk udrustet med buer. Længere østpå, hvor elefanterne var større, var besætningen også større. Elefantens fører, der i Indien hed en mahout, havde ansvaret for at styre dyret. I mange elefantkorps havde han som særligt udstyr en mejsel og en hammer, så han kunne gennembore dyrets halshvirvler og slå det ihjel, hvis det gik amok.
Der var imidlertid også taktiske ulemper ved krigselefanterne, og modstanderne lærte af udnytte dem. Elefanterne kunne gå i panik, hvis de fik smertefulde sår, og det samme kunne ske, hvis elefantføreren døde. I sådanne situationer ville de forsøge at flygte fra slagmarken, og når de på den måde gik amok, var de til lige stor fare for venner og fjender. De romerske infanterister lærte at gå efter elefanternes snabel, fordi det ville udløse panik og måske få elefanterne til at flygte tilbage mod deres egne linjer. Let infanteri med kastespyd blev også brugt til at drive dem bort, fordi spyd og lignende kasteskyts kunne opskræmme en elefant. Ofte havde elefanter kun panser foran, og var dermed sårbare på siderne. For at udnytte det, havde det romerske infanteri både brændende materiale og lange spyd, med det formål at få elefanterne til at vende sig. Når det skete, kunne elefanterne såres af triarii med lange spyd eller med det lette infanteris kastespyd. Kavaleriet havde sine egne forholdsregler mod elefanter. Her gjaldt det om at angribe hurtigt og med en lanse eller et sværd ramme et lille punkt bag elefantens tånegl, hvor den var særlig sårbar. Rytterne trænede intensivt i denne form for præcisionsangreb, og det menes at være ophav til de konkurrencer, der på engelsk kaldes "tent pegging" (mod mål på jorden) og ringridning (mod et lille ophængt mål). En berømt historisk metode til at splitte elefantangreb, var krigsgrisen. Datidens forfattere troede, at "elefanter kan skræmmes af selv de mindste grisehyl", og denne sårbarhed blev selvfølgelig udnyttet. Under belejringen af Megara i Grækenland i krigene mellem diadokerne, siges det, at borgerne i Megara hældte olie ud over en flok svin, satte ild til olien og drev dem i retningen af fjendens elefantkorps. De brændende og hylende svin skræmte elefanterne og fik dem til at løbe løbsk.
De lærde strides stadig om, hvor meget elefanterne egentlig var værd i kamp. I det 19. århundrede understregede tidens forfattere forskellen mellem de disciplinerede romerske infanterister og de østerlandske, eksotiske riger, der brugte elefanterne til at skræmme modstanderne. Et typisk udsagn er, at elefanterne "har vist sig at være sky og lette at opskræmme med fremmedartede lyde, og derfor havde de tendens til falde ud af geleddet og flygte." Ikke desto mindre tyder brugen af krigselefanter i over to tusind år på, at de må have haft blivende værdi for hærførerne gennem tiderne.

## Kulturarv
Brugen af krigselefanter har sat dybe kulturelle spor i adskillige lande. Krigselefanter indgår således i mange traditionelle krigsbaserede brætspil. I det gamle indiske brætspil Chaturanga, der danner basis for senere tiders skakspil, hedder løberen Gaja, der er "elefant" på sanskrit. Elefanten er ligeledes med i kinesisk skak. På spansk og arabisk hedder løberen al-fil, og i Rusland er løberen også en elefant (Слон). I det japanske spil shogi, var der tidligere en brik, der hed "Den fulde elefant", men den blev afskaffet af kejser Go-Nara i det 16. århundrede. I computeralderen indgår krigselefanter i spil som Age of Empires og Rome: Total War.
I middelalderen blev elefanternes tårne ofte gengivet som små borge, og de kan blandt andet findes i udsmykninger i katedralen i Chester og i kroen Elephant and Castle, der har lagt navn til en hel bydel i det sydlige London.
Eksempler på elefanternes panser kan beses i flere museer. Der er et fint sæt panser fra Indien i Royal Armouries Museum i Leeds, og i Indien er der også flere velbevarede sæt. Indisk arkitektur bærer også præg af elefanterne. Således er der udsmykninger med krigselefanter ved mange militære anlæg, for eksempel portene til Lohagarh fæstningen ved Bharatpur, og andre porte har særlige spigre, der skal standse elefanter, for eksempel ved Kumbhalgarh fortet. Over hele Indien er de gamle porte meget højere end tilsvarende porte i Europa, fordi der skulle være plads til både elefanterne og howdaherne på ryggen af dem.
Krigselefanterne er ofte blevet fremstillet i den orientalistiske maletradition, der slog igennem i Europa fra starten af det 19. århundrede. I litteraturen skildrer Rudyard Kipling krigselefanter i Junglebogen og en endnu mere kendt omtale findes hos Tolkien, der skildrer kæmpestore krigselefanter i sine bøger.